# Vacqueyras (AOC)
Pour l’article homonyme, voir Vacqueyras (Vaucluse).
Le vacqueyras [vakeʁas] est un vin d'appellation d'origine contrôlée produit sur les communes de Sarrians et de Vacqueyras, dans le département de Vaucluse.
Il s'agit d'une appellation du vignoble de la vallée du Rhône méridionale dont le terroir, situé sur la rive gauche de l'Ouvèze, au pied et sur les flancs du massif des dentelles de Montmirail, s'étend sur la commune de Vacqueyras et les garrigues de Sarrians sur une superficie de 1 300 hectares.
Cette AOC est élaborée dans les trois couleurs : rouge, blanc et rosé. C'est la seule appellation « rive gauche » des côtes-du-rhône dans ce cas.

## Histoire

### De l'Antiquité au Moyen Âge

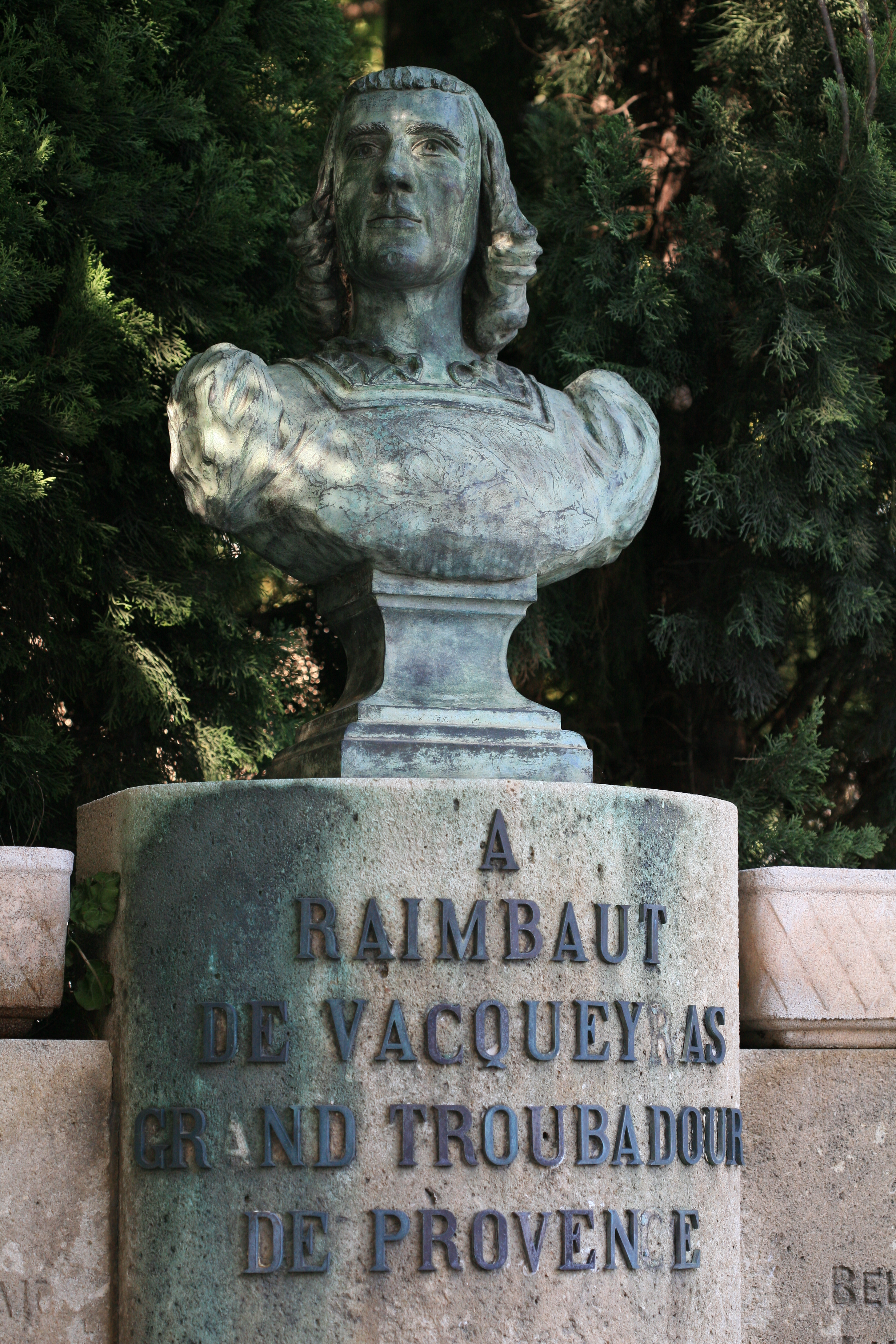
Vacqueyras, patrie du troubadour Raimbaut de Vaqueiras qui fut, au XIIe siècle, « aussi prompt à manier le gobelet que la lance ».

Si l'on est assuré que sous l'antiquité romaine le vin fut chose importante (découvertes d'amphores vinaires au quartier de Mornas), qu'à Vacqueyras, naquit le troubadour Raimbaut qui fut « aussi prompt à manier le gobelet que la lance », la carte de Cassini nous montre un désert viticole à l'ouest des Dentelles de Montmirail, Vacqueyras n'a pas plus de vignoble cartographié que Vaison-la-Romaine, Séguret, Sablet, Gigondas ou Beaumes-de-Venise.
L'explication en est simple, dès 1323, le Comtat Venaissin était devenu le grenier à blé de la papauté d'Avignon et Vacqueyras eut ses terres consacrées à produire uniquement des céréales.

### Période moderne
Pourtant l’existence d'un petit vignoble est attestée sous forme de parcelles au XVe siècle. En 1414, le « Livre Rouge » de Carpentras, qui dresse le premier cadastre du Comtat Venaissin, indique des vignes d'une contenance de deux à douze fosserées. Lors d'une opération de bornage entre la commune et Gigondas, en 1435, une vigne est mentionnée. En 1448, a été retrouvé le relevé des taxes (taille et gabelle) sur les raisins et le vin de la commune dans les comptes du prévôt d’Orange.
En 1451, le seigneur du village jouit du droit de vendre « au menu » (au détail) le vin de sa récolte sans payer de droit de souquet.
Au siècle suivant, des « Statuts municipaux faits et adoptés entre noble et magnifique Jean de Vassadel, seigneur de Vacqueyras, et les syndics hommes manants et habitants de ce lieu » sont adoptés le 7 juin 1541. Ils comprennent 48 articles dont celui donnant le droit de vendre son vin du « cru » sans payer aucune taxe.
En juin 1627, seigneur et conseillers transigent à propos d'un différend concernant le souquet sur le vin. C'est le « rentier » du « Grand Logis », l'auberge et taverne seigneuriale qui refuse de payer cette taxe.
Une affaire qui a permis à Suzanne Trompette de nous faire connaître les prix de vente du vin aux XVIIe et XVIIIe siècles.
| 1 litre (un pichet) | 8 deniers                            |
| 2 litres            | 7 patas roy                          |
| 3 litres            | 2 sous                               |
| 10 litres           | 6 sous 5 patas roy                   |
| 60 litres           | 3 florins                            |
| 90 litres           | 1 écu ou 5 florins                   |
| 100 litres          | 5 florins 6 sous 5 patas roy         |
| 290 litres          | 16 florins                           |
| 540 litres          | 6 écus                               |
| 800 litres          | 45 florins 10 sous ou 9 écus 10 sous |

L'historienne de Vacqueyras a pu mettre en exergue, vers les années 1630, les bases de l'alimentation  du village : pain, vin, sel, huile, chair (viande), œufs, fromage, safran, anchois, fruits (pommes, raisins). La protection du vignoble renaissant devient drastique. Une amende de deux sous est infligée pour le vol d'une seule grappe en 1640, trente ans plus tard, il est statué que si un troupeau de moutons est surpris dans une vigne où il y a des figuiers, son propriétaire versera une amende de un écu par trentenier. 

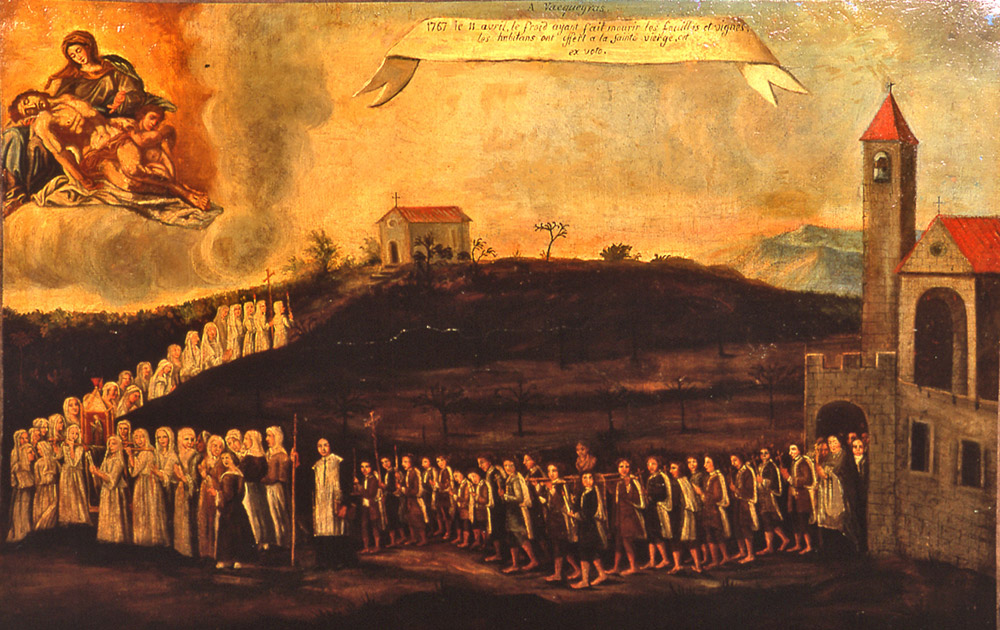
Le 11 avril 1767, procession à la Vierge pour qu'elle fasse cesser le froid qui tue les arbres et les vignes

Cette précision est d'importance puisqu'elle nous apprend qu'en 1670, le vignoble vacqueyrassien en conduit en hautain sur des arbres fruitiers. La commune possède deux pressoirs à la fin du XVIIIe siècle. Après l'extraction du jus par foulage aux pieds, ils servent au pressurage du marc. Il est précisé que le premier a trois roues, le second quatre et qu'ils doivent être maniés par deux hommes.
Le pressurage a lieu à domicile, aux frais du granger, chaque pressée (piagno) lui coûte 4 sous soit l'équivalent de 3 à 4 pichets de vin.

### Période contemporaine
L'apparition du mildiou, de l'oïdium et phylloxéra va ruiner ce vignoble. C'est ce que confirme Jules Courtet, au XIXe siècle, qui dans sa monographie sur le village signale que son terroir ne produit que de l'huile et des grains.

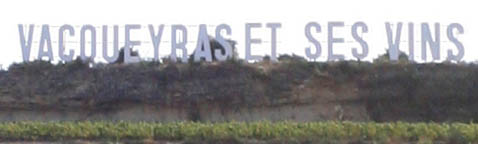
Inscription à la gloire des vins de Vacqueyras.

Tout repart au XXe siècle. On peut célébrer la « Fête des Vendanges » en septembre 1905, elle est renouvelée vingt ans plus tard. En 1930, lors de la délimitation de l'aire d'appellation côtes-du-rhône, Vacqueyras est intégré dans cette nouvelle AOC. Le 11 juin 1955, le terroir vacqueyrassien est reconnu comme appartenant à l’appellation côtes-du-rhône-villages. L'apparition du nom de Vacqueyras dans l'AOC côtes-du-rhône-villages est notifiée par le décret du 25 août 1967.
Chaque année depuis 1972, se déroule à Vacqueyras les 13 et 14 juillet une grande fête vigneronne et champêtre accueillant l'ensemble des crus de la Vallée du Rhône. Cette grande cérémonie est l'occasion pour tous les vignerons vacqueyrassiens de faire déguster gratuitement le fruit de leur travail aux 3 à 5 000 visiteurs présents sur les 2 jours. La soirée du 13 juillet appelée « Vins et Gourmandises » et le repas champêtre du 14 juillet servi à plus de 1 000 convives font revivre un instant la convivialité du monde vigneron.
Leur politique de qualité, jointe à de faibles rendements, incite le syndicat des vignerons de la commune à déposer auprès de l’INAO, une demande de classement de ses vins blancs, rosées et rouges en « appellation locale ». Celle-ci est faite le 6 juillet 1984. Il fallut attendre le 22 février 1990 pour que le Comité National de l’INAO entérine le projet de l’AOC vacqueyras et que son décret soit signé, le 15 août, par le ministre de l’Agriculture.

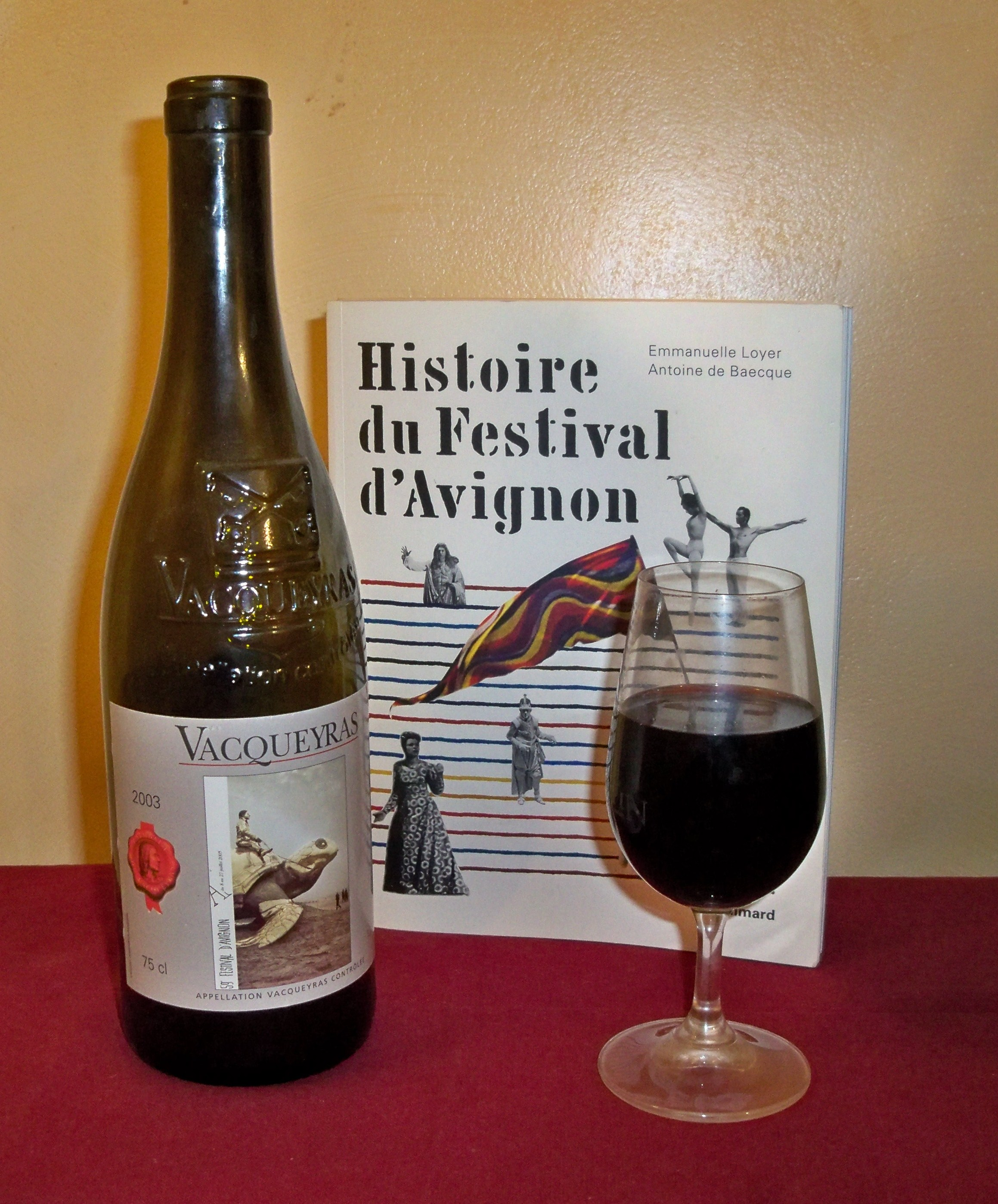
AOC Vacqueyras, 2003, Cuvée spéciale du 59e Festival

Les vignerons de Vacqueyras ont été sélectionnés depuis 1997 pour réaliser chaque année la « cuvée spéciale du Festival ». Les vins issus de ce terroir viticole et devant constituer la cuvée du festival d'Avignon sont proposés à une dégustation préalable qui se déroule chaque année au restaurant Christian Étienne. Le jury est composé de sommeliers, de vignerons et de négociants de l’AOC, ainsi que de journalistes spécialisés dans la vigne et le vin et de l’équipe du Festival. Ces vins, revêtus de l'étiquette reproduisant l'affiche du Festival, sont proposés, lors des soirs de premières, dans les grands restaurants d'Avignon, et à la boutique du festival installée place de l’Horloge.
Le cahier des charges de l'appellation a été modifié en avril 2001, puis en octobre 2009, en novembre 2011 et en décembre 2020.

### Étymologie
Il semble que l'origine du nom « Vacqueyras » vienne de Val Queyras signifiant « vallée des pierres », bien que Charles Rostaing, se fondant sur l'une des plus anciennes graphies connues de la commune Vaqueiracio (en 1137), rapproche son origine du toponyme liée à vaquiere (vacca-aria), lieu où viennent paître et ruminer les vaches, avec l'ajout d'un suffixe -acium. Cependant, le terroir vacqueyrassien, peu apte à accueillir ces ruminants, semble exclure cette deuxième hypothèse.

## Vignoble

Les vignobles de la vallée du Rhône.

L'aire d'appellation se situe dans la partie française de la vallée du Rhône, dans le département de Vaucluse, sur les deux communes de Vacqueyras et de Sarrians, dans le secteur des dentelles de Montmirail. Au cours du Moyen Âge, la commune se situait sur le principal itinéraire nord / sud de la rive gauche du Rhône : Carpentras, Vacqueyras, Saint-Paul-Trois-Châteaux, Grignan, Crest, Romans, Vienne et Lyon.
Il s'agit d'une des appellations des côtes du Rhône méridionales, limitrophe de l'aire produisant le gigondas plus en amont de l'Ouvèze (au nord) et celle du beaumes-de-venise (à l'est).

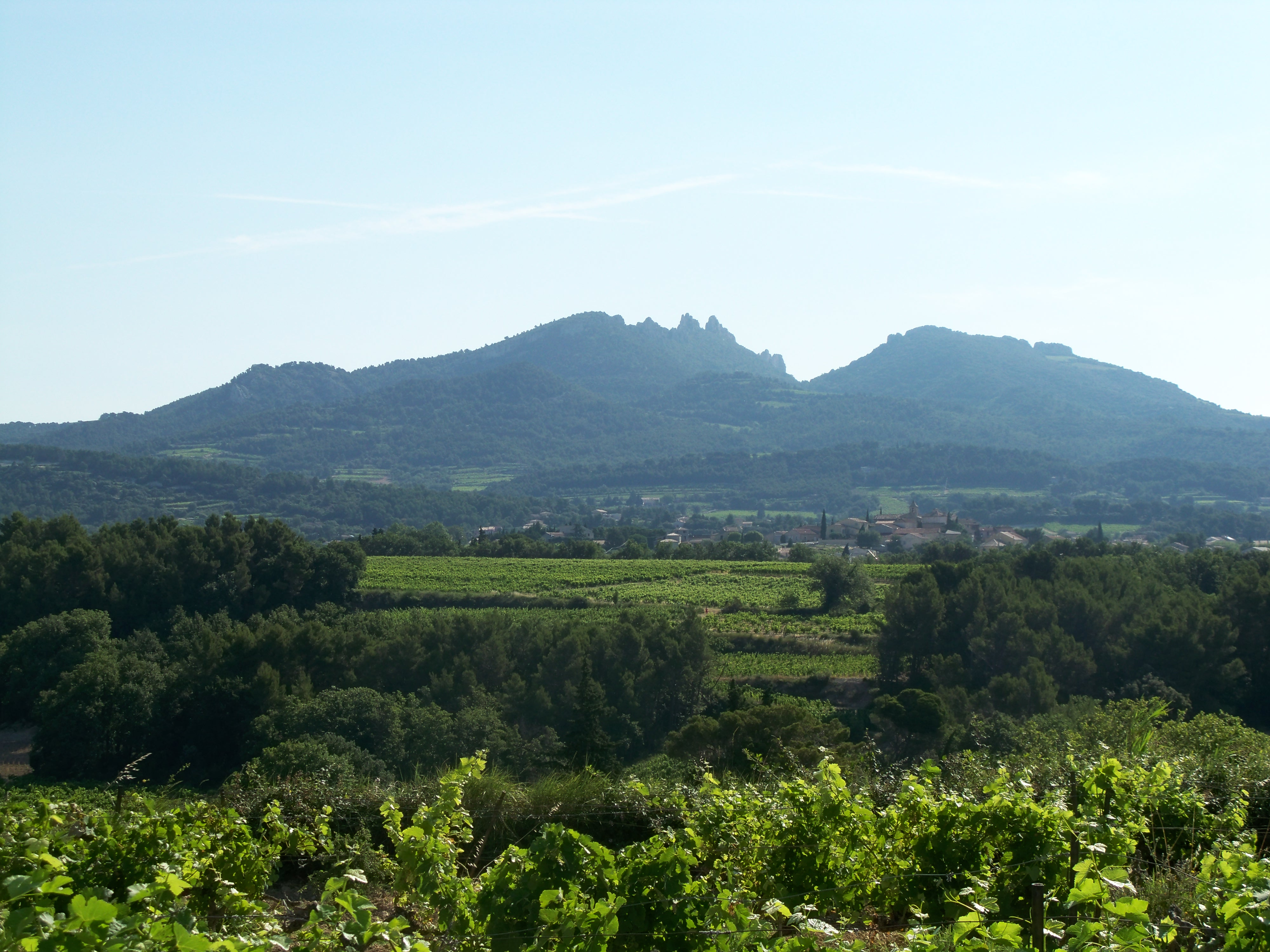
Vignoble et village de Vacqueyras dans la brume matinale (sur fond de dentelles de Montmirail).
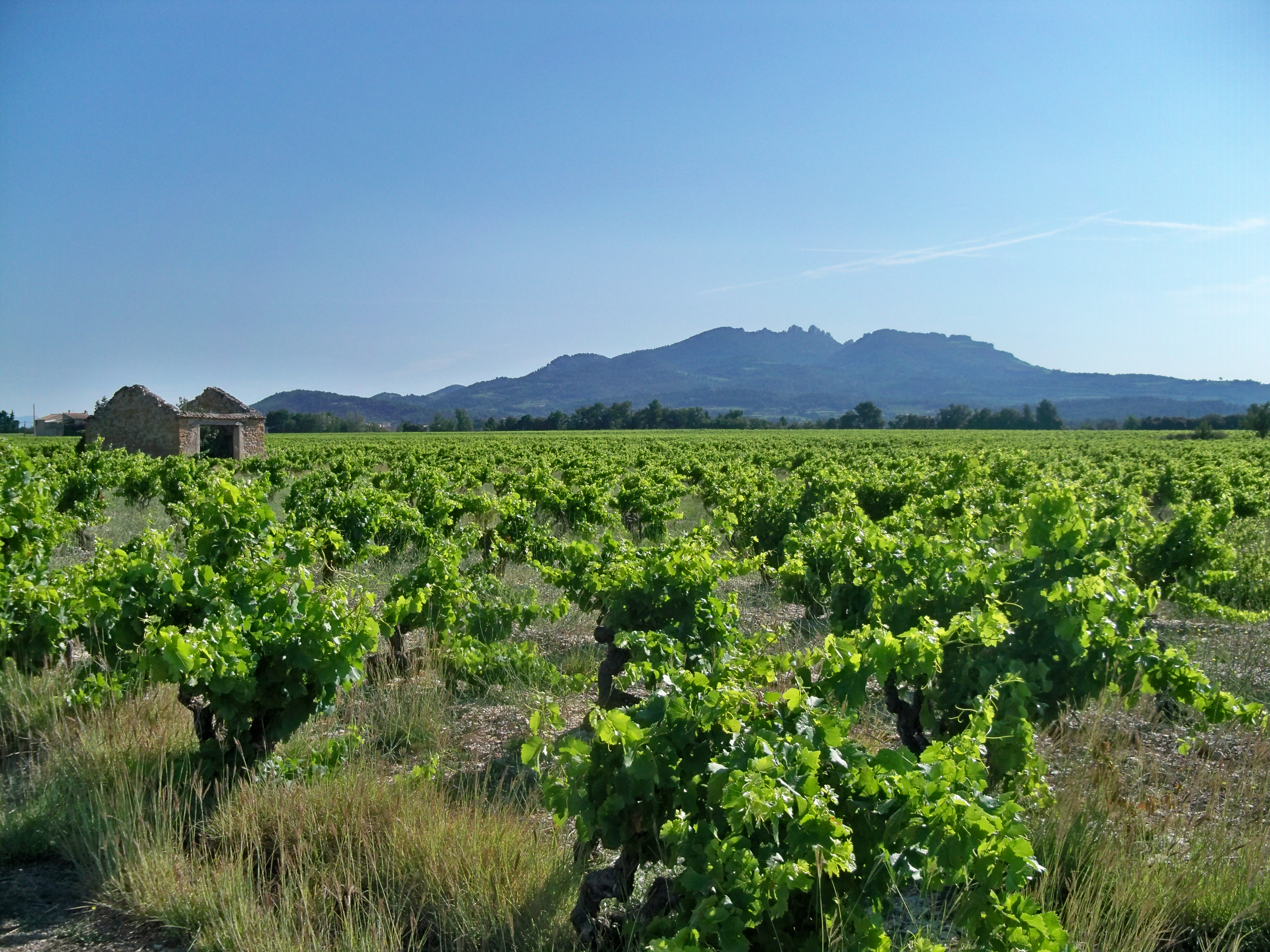
Vignoble des garrigues de Sarrians.
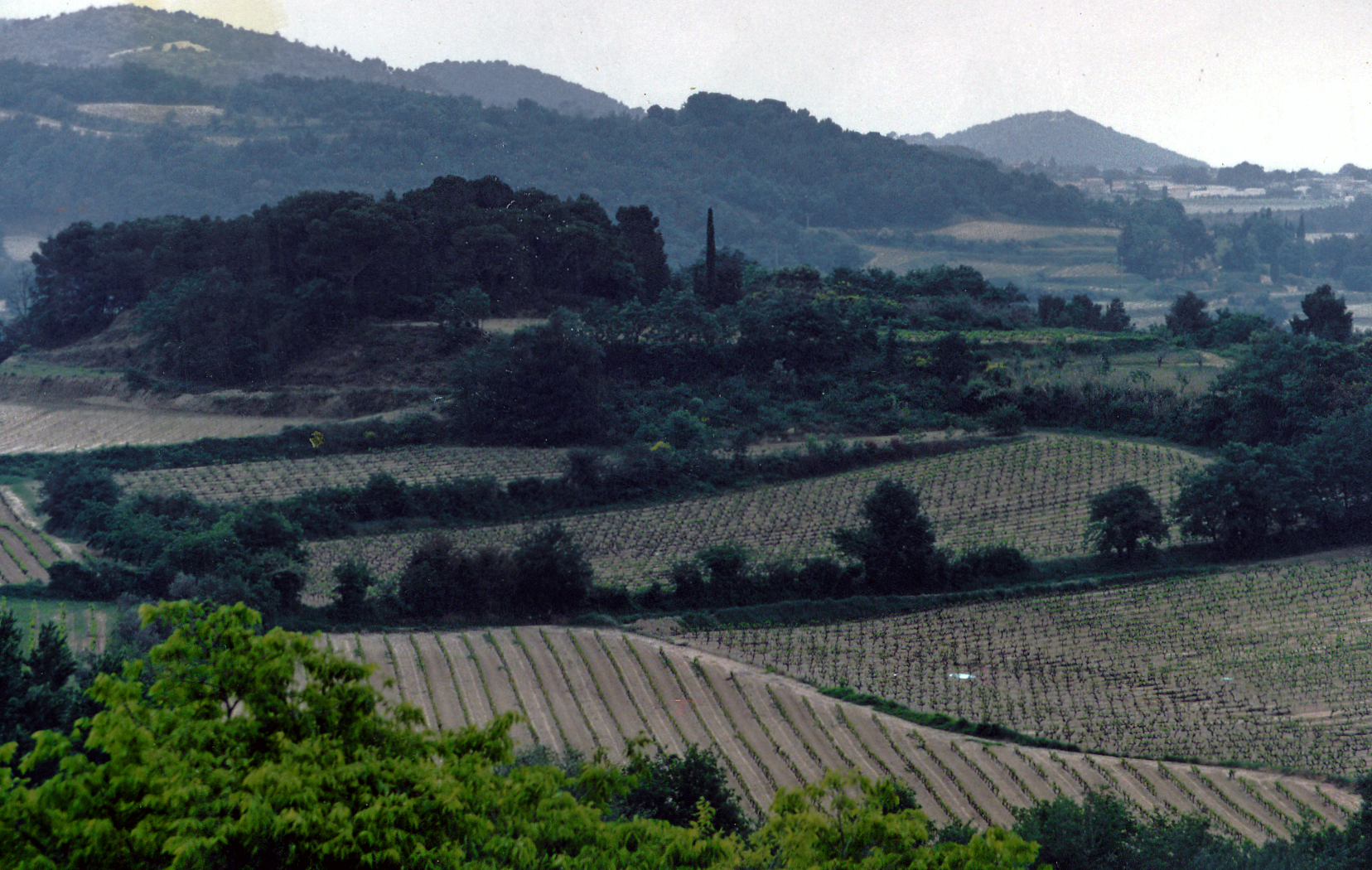
Vignoble de Vacqueyras vu des garrigues.

### Orographie et géologie
Le terroir de Vacqueyras, qui se situe au bas du piémont des Dentelles de Montmirail, s'étend en petites collines et terrasses vers la vallée de l'Ouvèze. Sur la commune de Sarrians, ce sont de hautes garrigues de galets roulés qui accueillent le vignoble.
Au pied des Dentelles de Montmirail, partie la plus à l'ouest du massif des Baronnies, 
le terroir servant pour cet AOC est composé de sols alluvionnaires et terrasses glaciaires du Riss. Les sols sont sablo-argileux, avec des bancs de galets roulés sur les terrasses de l'Ouvèze.

### Climatologie
Le climat de ce terroir est soumis à un rythme à quatre temps : deux saisons sèches (une brève en hiver, une très longue et accentuée en été), deux saisons pluvieuses, en automne (pluies abondantes et brutales) et au printemps. Sa spécificité est son climat méditerranéen qui constitue un atout exceptionnel :
- Le mistral assainit le vignoble. En Provence et dans le Comtat Venaissin aucun vigneron ne se plaint du mistral - même violent - car celui-ci a des avantages bénéfiques pour le vignoble. Appelé le « mango-fango », le mangeur de boue, il élimine toute humidité superflue après les orages, dégage le ciel et lui donne sa luminosité, préserve les vignes de nombre de maladies cryptogamiques et les débarrasse d'insectes parasites[26].
- La saisonnalité des pluies est très marquée.
- Les températures sont très chaudes pendant l'été.

La station météorologique de Carpentras (à 98 mètres : 44° 05′ 01″ N, 5° 03′ 29″ E) est à 8,5 kilomètres au sud-est de l'aire d'appellation.
| Mois                              | jan.  | fév.  | mars  | avril | mai   | juin | jui. | août  | sep.  | oct.  | nov.  | déc.  | année   |
| --------------------------------- | ----- | ----- | ----- | ----- | ----- | ---- | ---- | ----- | ----- | ----- | ----- | ----- | ------- |
| Température minimale moyenne (°C) | 1     | 1,1   | 4     | 6,9   | 10,8  | 14,4 | 16,5 | 16,1  | 12,7  | 9,5   | 4,9   | 1,8   | 8,3     |
| Température moyenne (°C)          | 6,1   | 6,9   | 10,5  | 13,6  | 17,7  | 21,7 | 24,4 | 24    | 19,5  | 15,3  | 9,9   | 6,5   | 14,7    |
| Température maximale moyenne (°C) | 11,1  | 12,8  | 17,1  | 20,4  | 24,6  | 29,1 | 32,3 | 31,9  | 26,4  | 21,1  | 15    | 11,3  | 21,1    |
| Nombre de jours avec gel          | 14,3  | 10,1  | 5,6   | 0,9   | 0     | 0    | 0    | 0     | 0     | 0,5   | 6,3   | 12,9  | 50,6    |
| Ensoleillement (h)                | 151,4 | 173,1 | 229,6 | 243,9 | 285,1 | 328  | 363  | 326,7 | 257,2 | 190,6 | 148,6 | 138,1 | 2 835,3 |
| Précipitations (mm)               | 46,3  | 34,2  | 41,3  | 61,1  | 55,6  | 41,7 | 25,7 | 40,6  | 98,7  | 87,6  | 90,8  | 41,9  | 665,5   |

Tableau comparatif des précipitations relevées en nord Vaucluse lors de l'année 2006.
| Pluie.                                   | Oct. | Nov.  | Dec. | Jan.  | Fev. | Mars. | Avril. | Mai  | Juin | Juil. | Août | Sept. |
| ---------------------------------------- | ---- | ----- | ---- | ----- | ---- | ----- | ------ | ---- | ---- | ----- | ---- | ----- |
| % de précipitations comparé à la normale | 90 % | 100 % | 48 % | 103 % | 61 % | 84 %  | 16 %   | 42 % | 5 %  | 174 % | 60 % | 175 % |
| Fort orage (grêle)                       | 0    | 0     | 0    | 0     | 0    | 0     | 0      | 0    | 0    | 7     | 2    | 2     |

Températures relevées en nord Vaucluse lors de l'année 2006.
| Température.                             | Oct.          | Nov.          | Dec.          | Jan.          | Fev.          | Mars.         | Avril.        | Mai           | Juin          | Juil.         | Août          | Sept.         |
| ---------------------------------------- | ------------- | ------------- | ------------- | ------------- | ------------- | ------------- | ------------- | ------------- | ------------- | ------------- | ------------- | ------------- |
| t° la plus chaude (date)                 | 25,2° (le 09) | 21,7° (le 03) | 14,2° (le 04) | 13,3° (le 19) | 15,5° (le 13) | 23,9° (le 31) | 26,7° (le 26) | 30,9° (le 17) | 35,2° (le 28) | 38,9° (le 21) | 34,1° (le 01) | 34,2° (le 04) |
| Nombre de jours t° > à 30°               | 0             | 0             | 0             | 0             | 0             | 0             | 0             | 2             | 16            | 31            | 2             | 8             |
| t° la plus froide (date)                 | 6,6° (le 05)  | -5,8° (le 28) | -6,9° (le 30) | -6,8° (le 15) | -4,7° (le 03) | -3,2° (le 02) | -2,8° (le 08) | 4,9° (le 01)  | 9,4° (le 02)  | 17° (le 07)   | 11,1° (le 15) | 10,3° (le 01) |
| Nombre de jours t° < à -6° (forte gelée) | 0             | 1             | 2             | 5             | 0             | 0             | 0             | 0             | 0             | 0             | 0             | 0             |

Bien que les terres soient situées à proximité de l'axe nord-sud qu'est la vallée du Rhône, le relief des Dentelles de Montmirail permet une certaine protection face au mistral. Le tableau suivant correspond aux différentes vitesse du vent enregistrées et à sa fréquence au cours de l'année 2006. 
| Mistral.                                   | Oct.    | Nov.    | Dec.     | Jan.    | Fev.    | Mars.    | Avril.  | Mai     | Juin     | Juil.   | Août    | Sept.   |
| ------------------------------------------ | ------- | ------- | -------- | ------- | ------- | -------- | ------- | ------- | -------- | ------- | ------- | ------- |
| Vitesse maximale relevée sur le mois       | 87 km/h | 91 km/h | 118 km/h | 96 km/h | 97 km/h | 112 km/h | 97 km/h | 94 km/h | 100 km/h | 90 km/h | 90 km/h | 90 km/h |
| Tendance : jours avec une vitesse > 16 m/s | ---     | =       | ++       | --      | +++     | ---      | ++++    | ++++    | =        | =       | ++++    | +       |

### Encépagement
Pour le rouge, soit la très grande majorité (plus de 95 %), plus de la moitié est du grenache noir. L'on a ensuite la syrah et le mourvèdre (+/- 20 %). L'on retrouve enfin divers autres cépages des côtes du Rhône(carignan, cinsault, Terret noir, Brun argenté, Counoise....). Selon les règles de productions, l'on a de toutes les manières : grenache = 50 % minimum ; syrah et/ou mourvèdre = 20 % minimum ; autres cépages 10 % maximum.
Pour le rosé, on trouve comme cépages principaux : grenache noir, mourvèdre et cinsault. Toutefois, le grenache ne doit pas représenter plus de 60 % de l'encépagement et les cépages mourvèdre et cinsault, ensemble ou séparément, doivent représenter au moins 15 % de l'encépagement. Les cépages secondaires peuvent être tous les cépages prévus pour l'appellation d'origine contrôlée « Côtes du Rhône », à l'exclusion du carignan. Ensemble ou séparément, les cépages secondaires sont limités à 10 % maximum de l'encépagement.
Pour le blanc : bourboulenc, clairette, grenache blanc, marsanne, roussanne et viognier. Chacun de ces cépages ne peut représenter plus de 80 % de l'encépagement.

### Méthodes culturales et réglementation

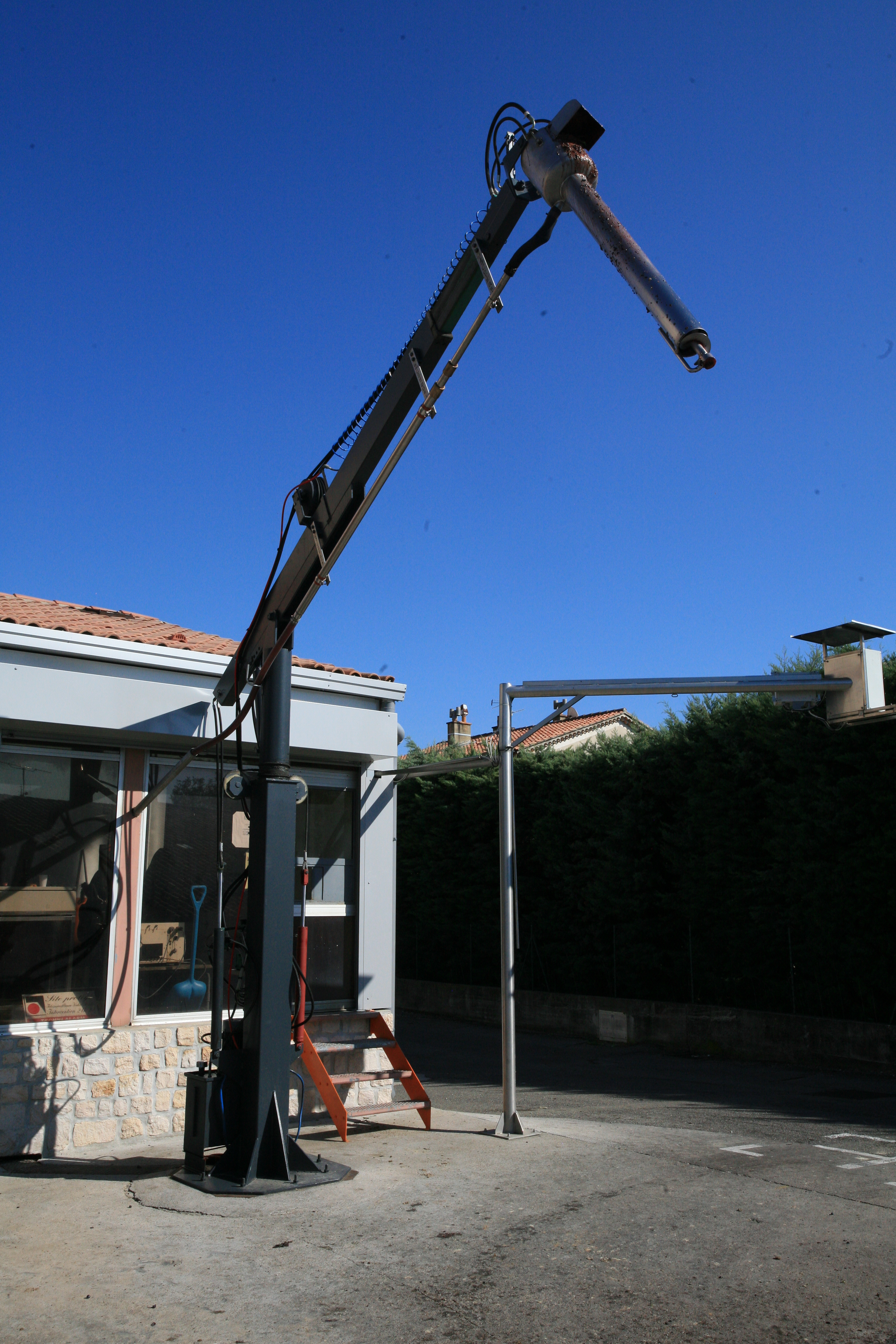
À Vacqueyras, sonde articulée permettant de juger la qualité des raisins dans les bennes à vendange.

L'article 9 du décret du 30 avril 2001 relatif à l'appellation d'origine contrôlée « Vacqueyras » précise à ce sujet : « Les vins ayant droit à l'appellation d'origine contrôlée « Vacqueyras » doivent être vinifiés conformément aux usages locaux. Ils bénéficient de toutes les pratiques œnologiques autorisées par les lois et règlements en vigueur. »
C'est dans ce cadre définit par les vignerons eux-mêmes que la taille courte en gobelet ou en cordon de Royat à sept coursons et deux yeux maximum est utilisée pour tous les cépages de l'appellation, seul le viognier fait exception, avec la taille Guyot. La densité de plantation est de 4 000 pieds / ha.
Après foulage, la fermentation en cuve s'étale de 8 à 10 jours minimum avec soutirage du vin de goutte. L'élevage du vin dure de 12 à 18 mois. Son degré minimum est de 12,5° pour les vins rouges, de 12° pour les vins blancs et rosés.

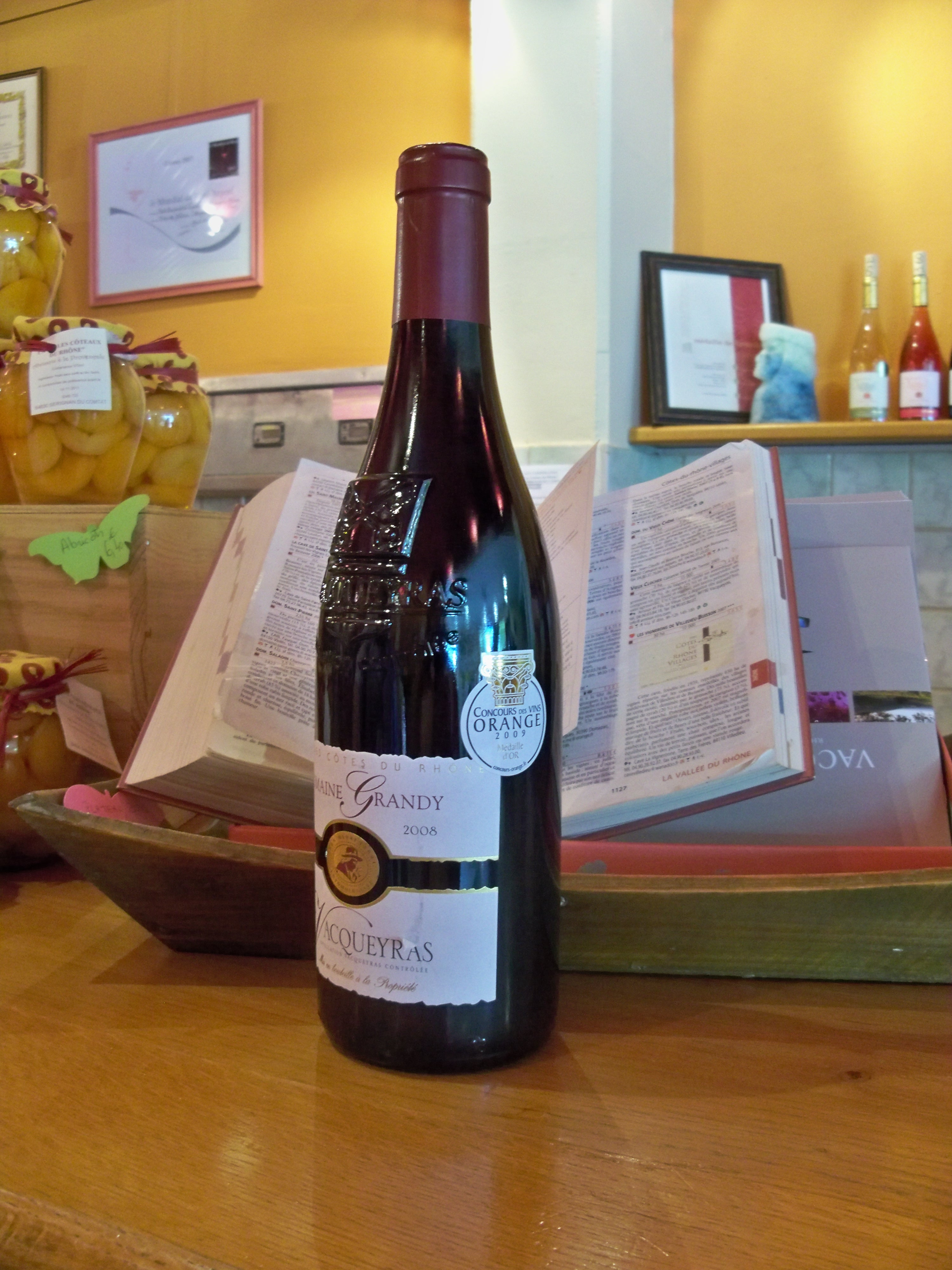
AOC vacqueyras rouge.
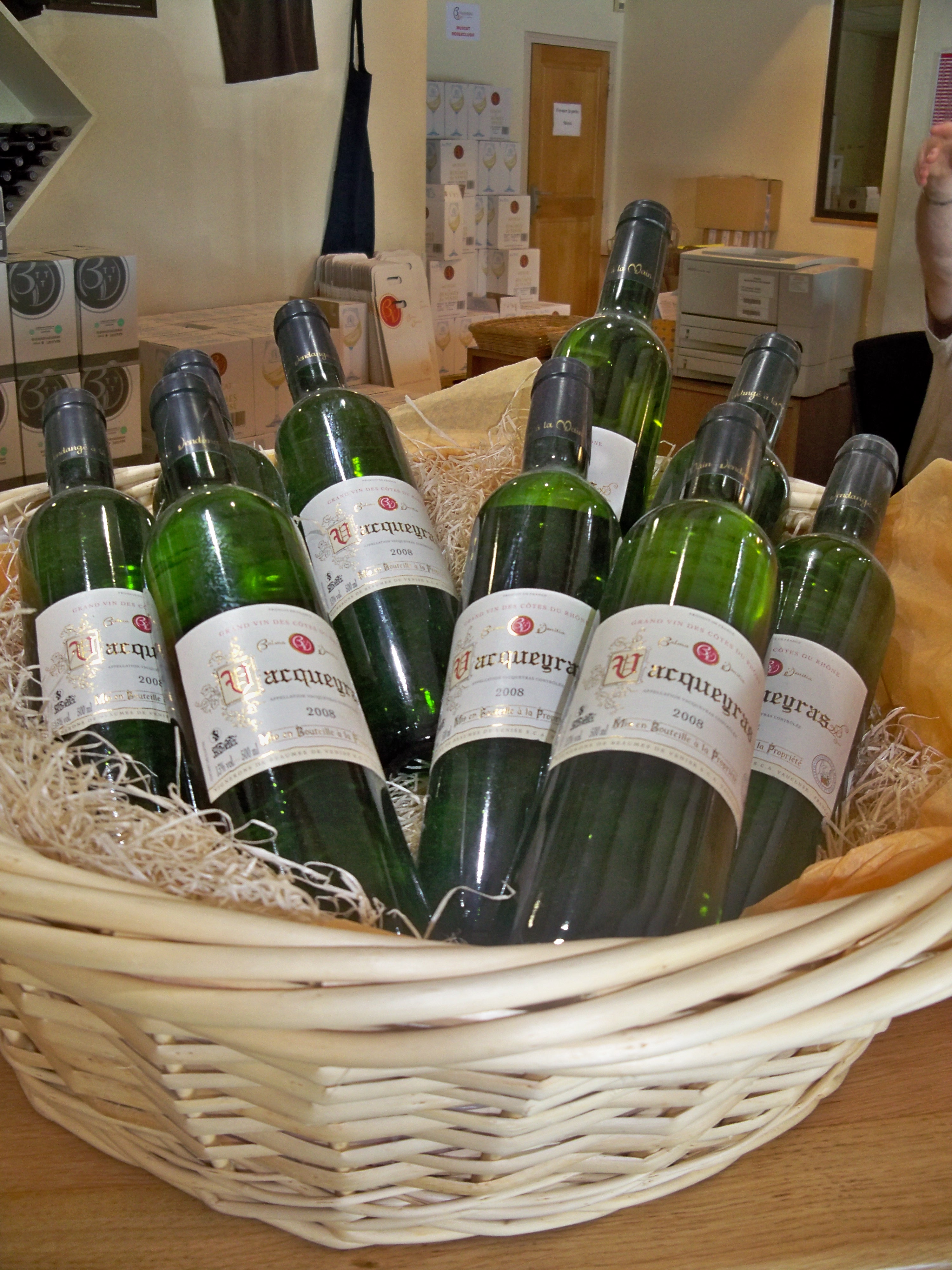
Vacqueyras blanc.
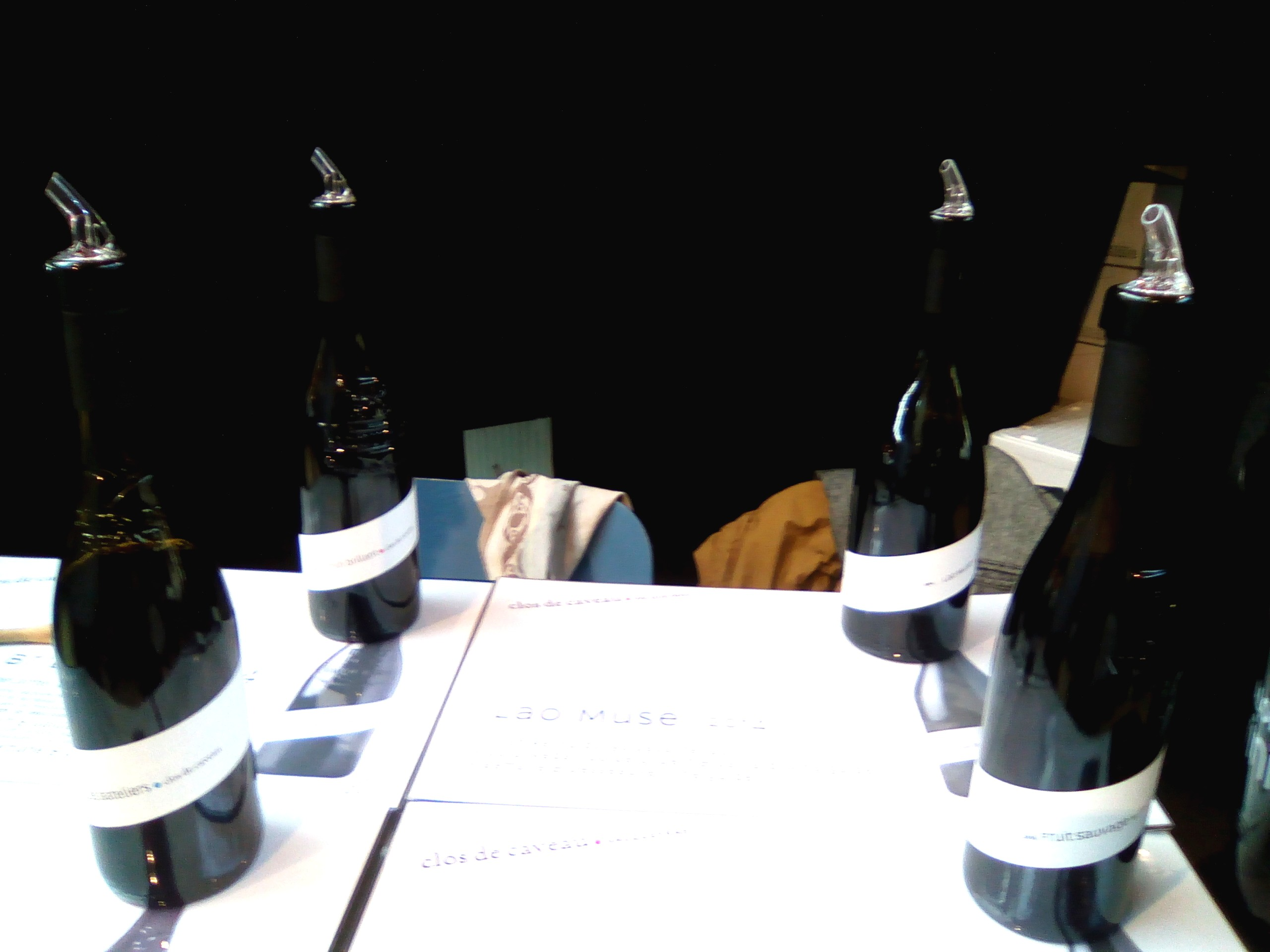
Bouteilles de vacqueyras bio en vente sur un salon.

## Vins
Les données de production des années récentes, telles que publiées par les Douanes, sont :
| Année | vacqueyras rouge | vacqueyras rouge | vacqueyras rouge  | vacqueyras rosé | vacqueyras rosé | vacqueyras rosé   | vacqueyras blanc | vacqueyras blanc | vacqueyras blanc  |
| Année | superficie (ha)  | production (hl)  | rendement (hl/ha) | superficie (ha) | production (hl) | rendement (hl/ha) | superficie (ha)  | production (hl)  | rendement (hl/ha) |
| ----- | ---------------- | ---------------- | ----------------- | --------------- | --------------- | ----------------- | ---------------- | ---------------- | ----------------- |
| 2020  | 1 354            | 45 052           | 33                | 21              | 467             | 21                | 73               | 2 365            | 32                |
| 2021  | 1 349            | 30 918           | 23                | 13,6            | 373             | 27                | 78               | 2 063            | 26                |
| 2022  | 1 389            | 44 529           | 32                | 8,42            | 238             | 28                | 82               | 2 535            | 31                |
| 2023  | 1 370            | 42 710           | 31                | 7,70            | 249             | 32                | 83               | 2 856            | 34                |
| 2024  | 1 387            | 38 625           | 28                | 7,35            | 198             | 27                | 85               | 2 782            | 33                |

### Vinification
Comme de nombreux vignobles en dessous du 45e parallèle, les côtes-du-rhône méridionales, dont fait partie l'appellation vacqueyras, sont des vins assemblant plusieurs cépages. Ceci est justifié par les caractéristiques climatiques régionales avec des été très chauds, sinon torrides, et la présence du mistral, vent excessif, qui participent à la surmaturation des cépages. Tous les essais de vinification mono-cépage ont démontré que ces vins ne peuvent atteindre une qualité élevée et donner la véritable expression du terroir. Par contre l'assemblage de plusieurs variétés permet d'obtenir un parfait équilibre entre acidité, alcool et tannins.
Vinification en rouge
C'est le grenache noir qui représente la plus importante proportion, il est assemblé avec le mourvèdre et la syrah. Un peu de cinsault permet d'apporter la finesse. Les trois premiers cépages permettent d'obtenir un parfait équilibre et donnent des grands vins de garde qui truffent en vieillissant. En fonction des parcelles et des micro-climats, l'assemblage peut varier entre 80 % de grenache, syrah et mourvèdre entrant en part égale pour le pourcentage restant, et 50 % de grenache, la syrah et le mourvèdre représentant chacun 25 %.
Vinification en rosé
Majoritairement réalisée par saignée, le jus de goutte s'écoulant sous le poids de la vendange, la vinification est faite par un assemblage dans lequel le grenache noir reste majoritaire. Le cinsault apporte ici toute son expression ainsi que le mourvèdre s'il ne dépasse pas 10 %.
Vinification en blanc
Tout comme pour les rosés, la maîtrise des températures lors de la vinification a permis d'obtenir par un moyen uniquement physique une parfaite expression des vins de ce terroir. La base de l'assemblage se fait avec la clairette et le bourboulenc. Le grenache blanc ne doit pas excéder les 20 %. De plus en plus s'y ajoutent le viognier, la roussanne et la marsanne, en proportions différentes, mais le maximum qualitatif est atteint avec des apports de 10 %.

### Gastronomie
Leur terroir, qui descend du piémont des Dentelles de Montmirail vers de hautes garrigues de galets roulés, produit du rouge, du rosé et du blanc avec un rendement limité à 36 hectolitres/hectare. Les caractéristiques des vins rouges sont une robe profonde qui habille un vin au nez de fruits noirs avec une pointe de réglisse et en retrait des notes d’épices très élégantes. De leur bouche pleine et charnue émanent des notes de fruits qui persistent longuement en joli décor de fin de palais. Vin puissant, charpenté, aux arômes riches d'animal et d'épices.
Le rosé, à la robe intense avec des nuances dorées, a un port ample et une saveur généreuse qui mettent en valeur un  nez vineux où vibrent des notes fruitées et florales.
Les blancs d’un beau jaune clair, développent un bouquet floral avec des touches d’agrumes donnant des vins savoureux et plein de fraîcheur. 

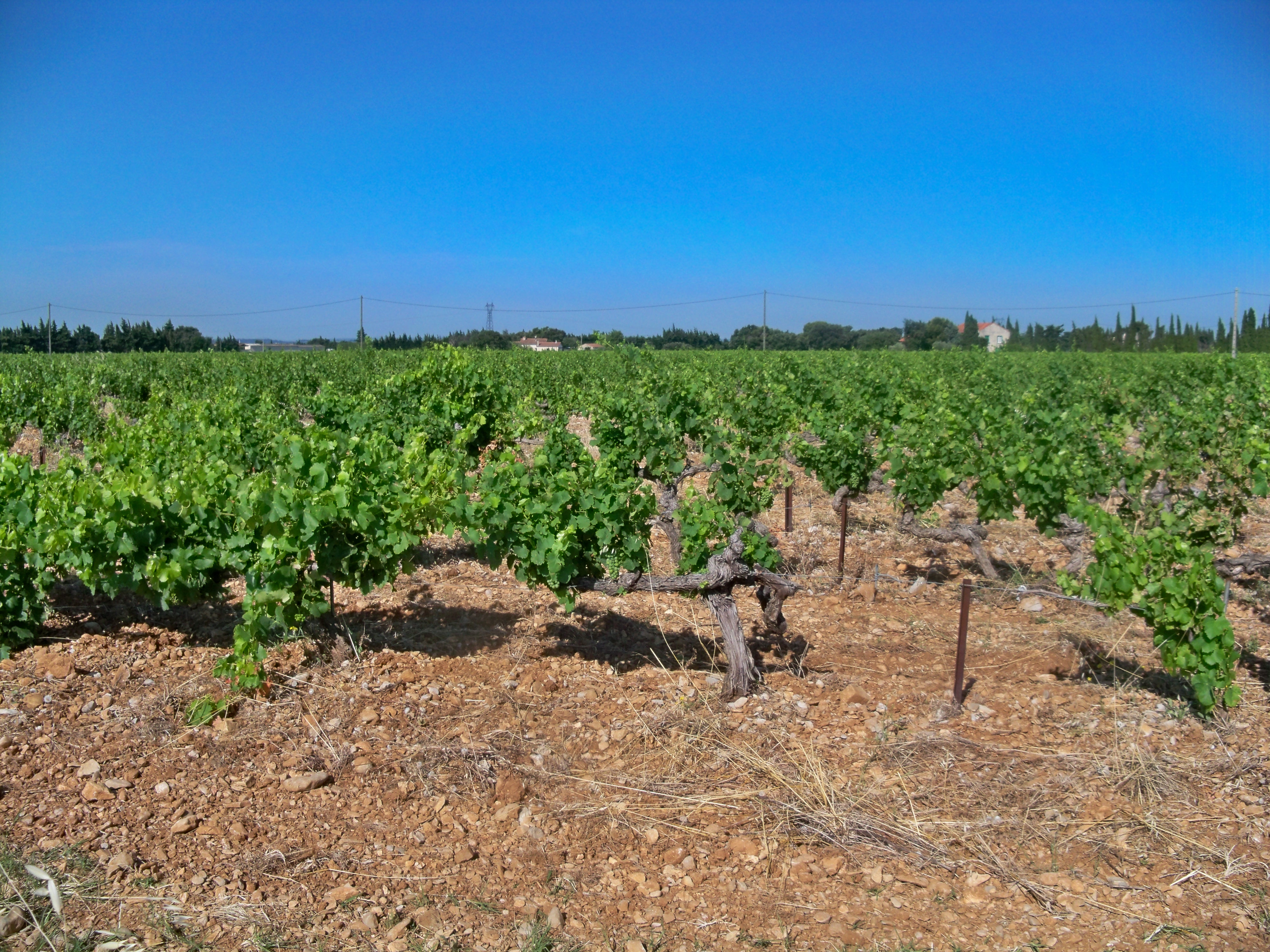
Terroir des Hautes Garigues
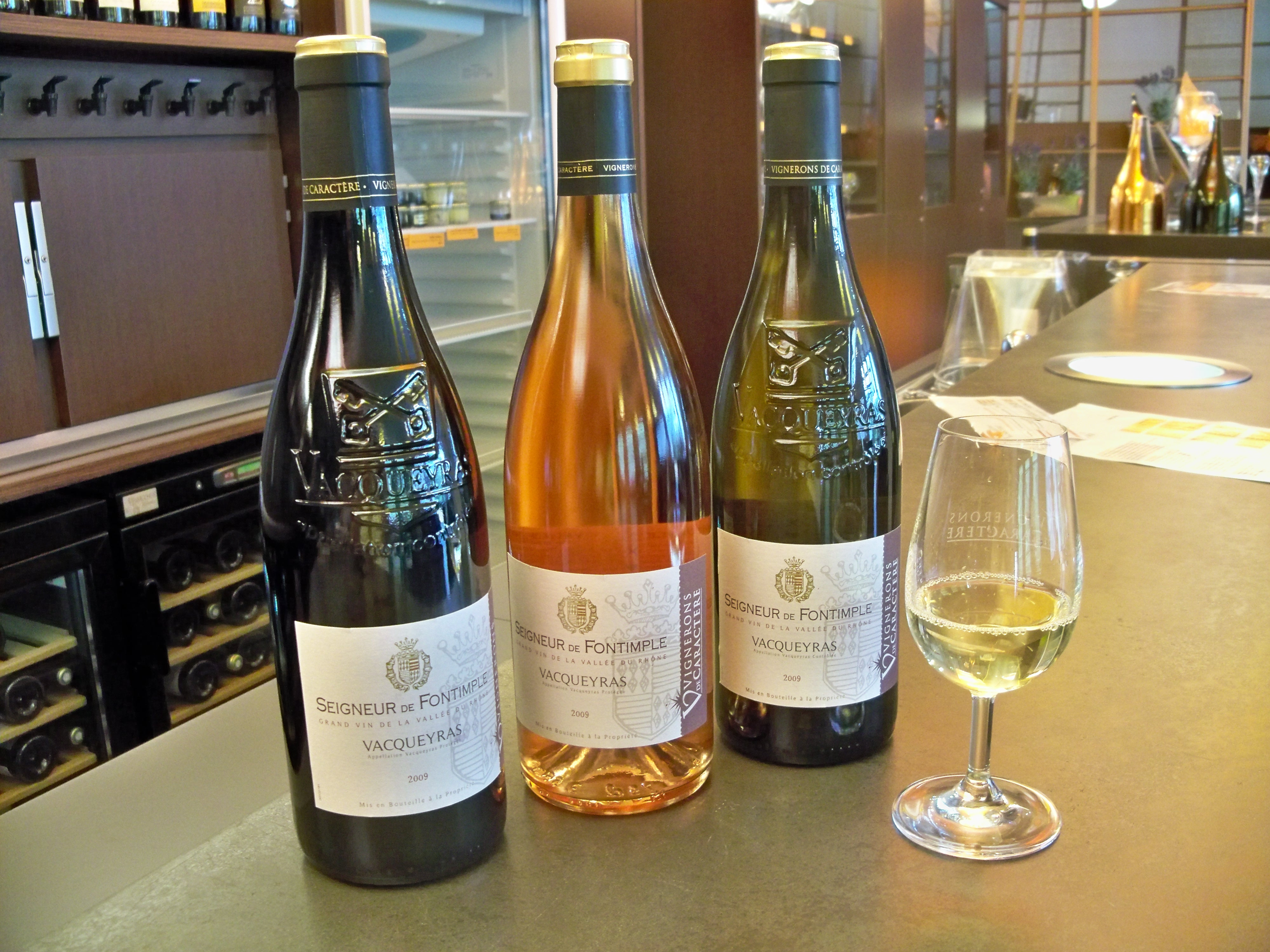
Les trois couleurs de l'AOC Vacqueyras

Le vacqueyras rouge est recommandé dans l'accompagnement des viandes rouges, du gibier ou de fromages de caractère. Il est conseillé de le déguster à une température de 16 à 18 °C et se garde entre 3 et 8 ans. Les vins rosés accompagnent agréablement de la charcuterie et des poissons, se gardent 1 à 2 ans et se servent entre 10 et 12 degrés. Les vins blancs s'accordent bien avec des poissons et peuvent être servis en apéritif. Leur température de service se situe entre 13 et 14 degrés, leur durée de garde est de 1 à 2 ans.

### Millésimes
Ils correspondent à ceux du vignoble de la vallée du Rhône. Ils sont notés : année exceptionnelle , grande année , bonne année ***, année moyenne **, année médiocre *.
| Caractéristiques | Article de qualité | ***                | ***                | Bon article        | Article de qualité | Bon article        | Bon article        | ***                | Bon article | Bon article        |
| Millésimes 1990 | 1999               | 1998               | 1997               | 1996               | 1995               | 1994               | 1993               | 1992               | 1991        | 1990               |
| Caractéristiques | ***                | ***                | **                 | ***                | Bon article        | **                 | **                 | **                 | ***         | Article de qualité |
| Millésimes 1980 | 1989               | 1988               | 1987               | 1986               | 1985               | 1984               | 1983               | 1982               | 1981        | 1980               |
| Caractéristiques | Article de qualité | Article de qualité | Bon article        | ***                | Article de qualité | **                 | Bon article        | ***                | Bon article | Article de qualité |
| Millésimes 1970 | 1979               | 1978               | 1977               | 1976               | 1975               | 1974               | 1973               | 19722              | 1971        | 1970               |
| Caractéristiques | Bon article        | Article de qualité | Bon article        | **                 | ***                | Bon article        | ***                | **                 | **          | Article de qualité |
| Millésimes 1960 | 1969               | 1968               | 1967               | 1966               | 1965               | 1964               | 1963               | 1962               | 1961        | 1960               |
| Caractéristiques | **                 | *                  | Article de qualité | Article de qualité | ***                | ***                | **                 | **                 | ***         | Article de qualité |
| Millésimes 1950 | 1959               | 1958               | 1957               | 1956               | 1955               | 1954               | 1953               | 1952               | 1951        | 1950               |
| Caractéristiques | Bon article        | Bon article        | Article de qualité | Bon article        | Bon article        | ***                | Bon article        | Article de qualité | **          | Article de qualité |
| Millésimes 1940 | 1949               | 1948               | 1947               | 1946               | 1945               | 1944               | 1943               | 1942               | 1941        | 1940               |
| Caractéristiques | Article de qualité | Article de qualité | Article de qualité | Bon article        | Article de qualité | **                 | Article de qualité | Bon article        | **          | **                 |
| Millésimes 1930 | 1939               | 1938               | 1937               | 1936               | 1935               | 1934               | 1933               | 1932               | 1931        | 1930               |
| Caractéristiques | *                  | Bon article        | Bon article        | ***                | **                 | Article de qualité | Article de qualité | **                 | **          | **                 |
| Millésimes 1920 | 1929               | 1928               | 1927               | 1926               | 1925               | 1924               | 1923               | 1922               | 1921        | 1920               |
| Caractéristiques | Article de qualité | Article de qualité | **                 | Bon article        | **                 | Bon article        | Bon article        | **                 | Bon article | Bon article        |
| Sources : Yves Renouil (sous la direction), Dictionnaire du vin, Éd. Féret et fils, Bordeaux, 1962 ; Alexis Lichine, Encyclopédie des vins et alcools de tous les pays, Éd. Robert Laffont-Bouquins, Paris, 1984, Les millésimes de la vallée du Rhône & Les grands millésimes de la vallée du Rhône |                    |                    |                    |                    |                    |                    |                    |                    |             |                    |

Soit sur 90 ans, 24 années exceptionnelles, 26 grandes années, 16 bonnes années, 22 années moyennes et 2 années médiocres.

### Structure des exploitations
La vinification est assurée à 50 % par un groupement de producteurs, 40 % par les caves particulières (au nombre de 35) et 10 % par les vinificateurs non exploitants. La cave coopérative compte 130 viticulteurs adhérents. Les 45 vignerons vinifiant en cave particulière pratiquent la vente à la propriété.

## Commercialisation et promotion
| Les différents secteurs de commercialisation de l'AOC vacqueyras en France | Les différents secteurs de commercialisation de l'AOC vacqueyras en France |
| -------------------------------------------------------------------------- | -------------------------------------------------------------------------- |
| Catégorie                                                                  | % en volume                                                                |
| GMS (grandes et moyennes surfaces)                                         | 40                                                                         |
| Vente directe (foires et caveaux)                                          | 34                                                                         |
| CHR (cafés, hôtels, restaurants)                                           | 16                                                                         |
| Grossistes et négociants                                                   | 7                                                                          |
| VPC (vente par correspondance)                                             | 3                                                                          |

Pour l'exportation les principaux pays sont :
| Pays                                      | % en volume |
| Benelux : Belgique Pays-Bas Luxembourg    | 30          |
| Allemagne                                 | 20          |
| États-Unis                                | 16          |
| Pays scandinaves : Danemark Suède Norvège | 15          |
| Royaume-Uni                               | 14          |
| Corée du Sud                              | 5           |

Cette activité commerciale, tant en France qu'à l'étranger, est soutenue par la participation des producteurs de l'appellation à de nombreuses foires et salons. À noter aussi l'organisation régulière sur la commune et ses environs de fêtes en rapports avec le vin et qui favorise ainsi l'œnotourisme. En 2008, le « Concours des Vins Jury Consommateurs » en était à sa 22e édition. Toujours dans l'idée du développement de l'œnotourisme, plusieurs parcours vignerons existent. Il existe trois maisons de négoce sur Vacqueyras, dont deux qui vinifient, élèvent et commercialisent et un troisième essentiellement tournée vers le négoce  en gros.

### Confrérie bachique
Crée le 4 mai 1984, elle a pris le nom de « Maîtres Vignerons de Vacqueyras, compagnons du troubadour provençal Raimbaud ». Composée de trente-cinq membres, elle a tenu plus de soixante chapitres et intronisé plus de 700 impétrants. À sa tête se trouvent un Grand Maître et un Grand Prieur.

### Principaux producteurs et négociants
Les producteurs sont situés dans deux communes (Sarrians et Vacqueyras - marquées (A) ci-dessous) faisant partie de l'aire de l'appellation, ainsi que dans d'autres communes voisines (marquées (V) ci-dessous) parce qu'ils possèdent des vignes dans cette aire.
| Commune               | Cave |
| --------------------- | --- |
| Sarrians (A)          | Domaine les Amouriers - Domaine de la Brunely - Domaine de Chantegut - Domaine La Cypriere - Domaine Montirius - Domaine des Ondines - Domaine de la Verde - Le Sang des Cailloux - Domaine Chantemoineau - Domaine Fontaine du Clos - Domaine de Cabridon |
| Vacqueyras (A)        | Château Lestours Clocher - Château des Roques - Château de Montmirail - Domaine Clos des Cazaux - Domaine Colline St Jean - Domaine le Couroulu - Domaine Font Sarade - Domaine de la Monardière - Domaine la Fourmone- Domaine les Semelles de Vent       |
| Gigondas (V)          | Château Raspail - Domaine du Grapillon d'or - Domaine du Pesquier - Domaine de La Daysse |
| Beaumes-de-Venise (V) | Domaine Bouletin - Domaine La Ligière |

Les principaux négociants sont Pascal frères (SEMA Pascal) à Vacqueyras, Jean Lavau et Cie à Sablet et la Cave Vinicole de Serres du Peloux à Carpentras
Liste des caves coopératives :
- Cave des Vignerons de Caractère[60]
- Cave Coopérative Les Coteaux du Rhône[61]
- Cave des Vignerons de Gigondas[62]
- Cave Balma Venitia[63]
- Cave le Gravillas[64]

### Caveaux de dégustation
Une charte de qualité, à laquelle adhèrent caves et domaines de Vacqueyras, a été mise en place dans la vallée du Rhône par Inter Rhône. Elle propose trois catégories différentes d'accueil en fonction des prestations offertes par les professionnels. 

Démonstration de dégustation au caveau des Vignerons de Caractère à Vacqueyras
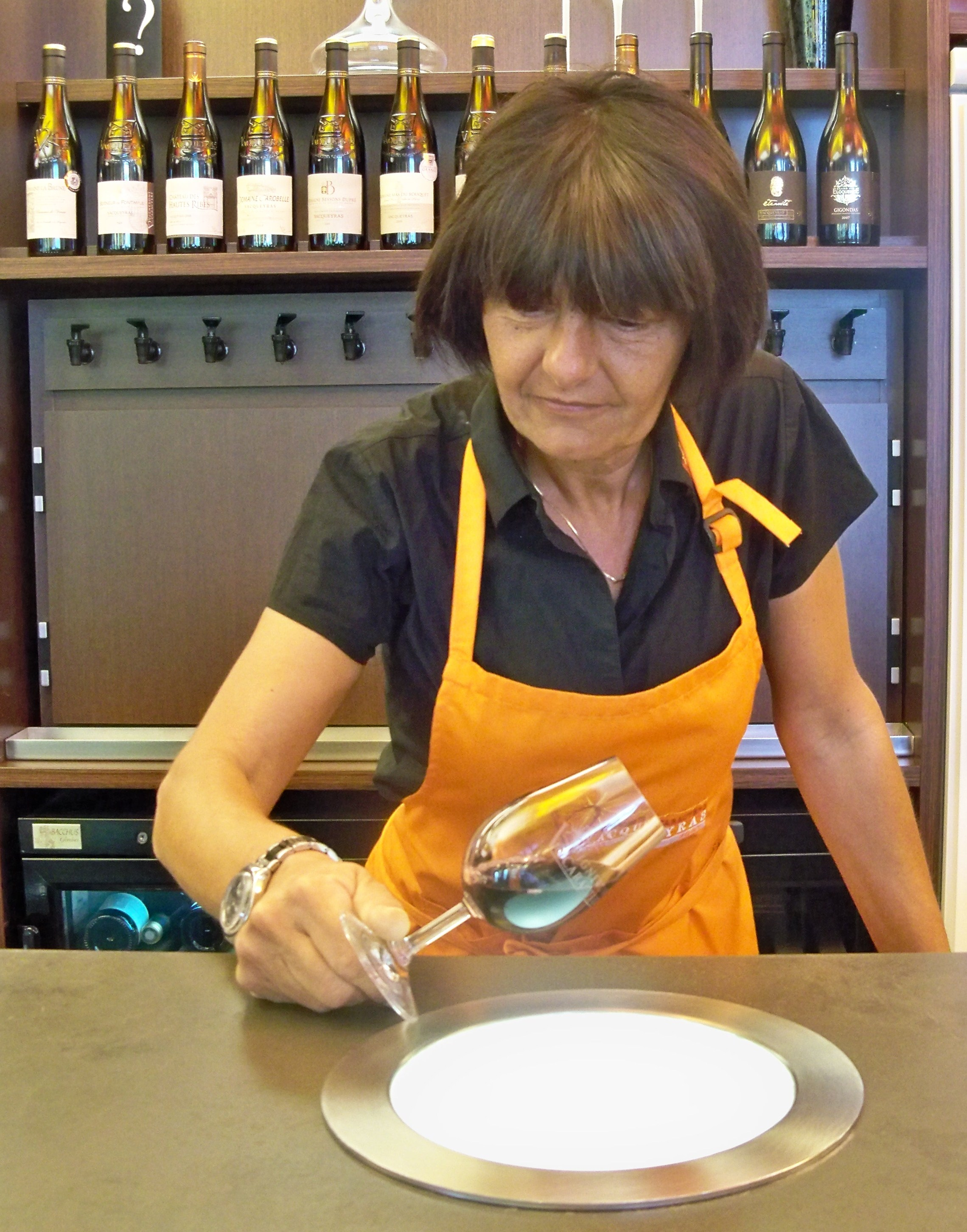
Mirer
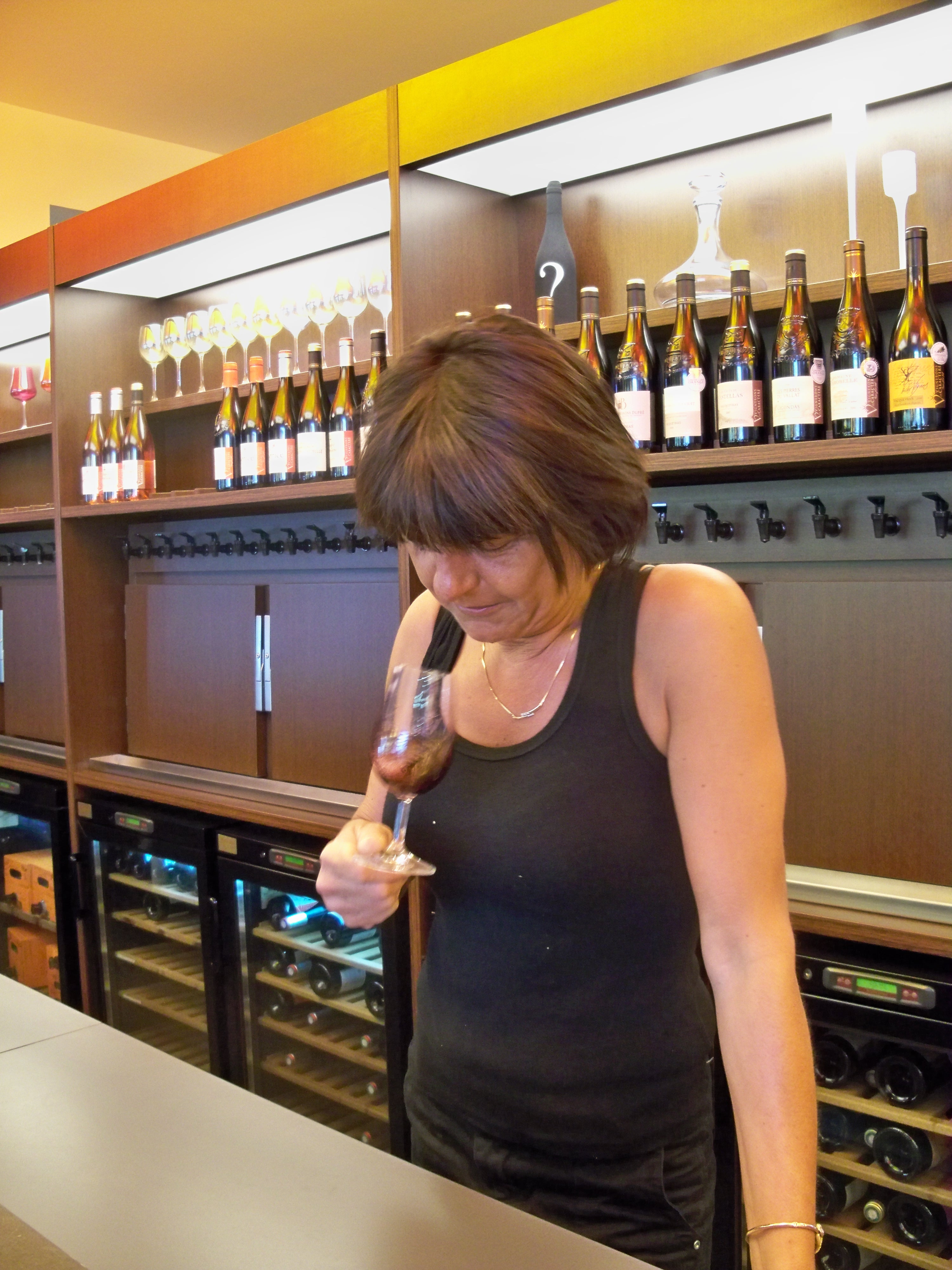
Humer
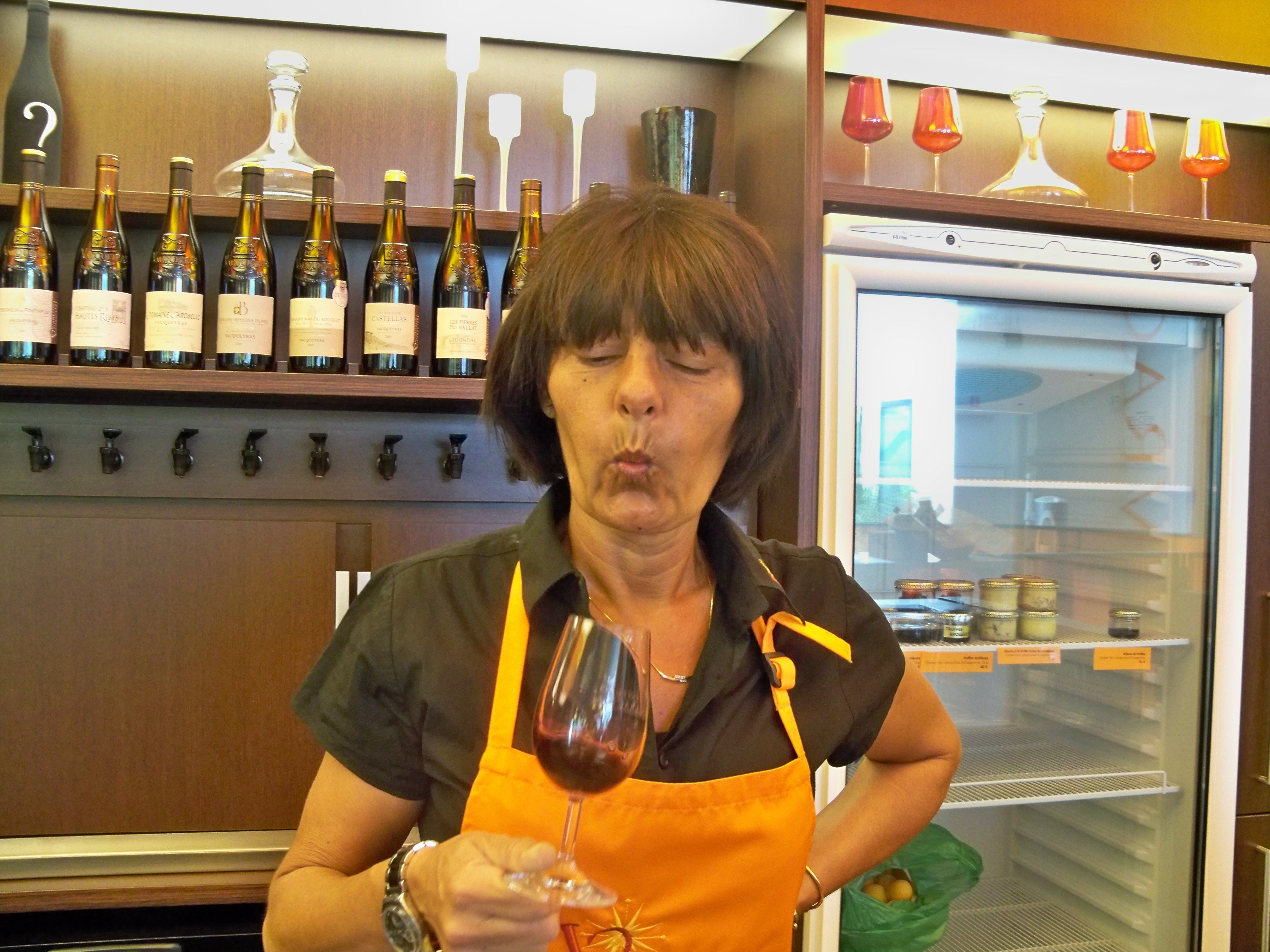
Lamper

La première - dite accueil de qualité - définit les conditions de cet accueil. Un panneau à l'entrée doit signaler que celui-ci est adhérent à la charte. Ce qui exige que ses abords soient en parfait état et entretenus et qu'il dispose d'un parking proche. L'intérieur du caveau doit disposer d'un sanitaire et d'un point d'eau, les visiteurs peuvent s'asseoir et ils ont de plus l'assurance que locaux et ensemble du matériel utilisé sont d'une propreté irréprochable (sols, table de dégustation, crachoirs, verres).
L'achat de vin à l'issue de la dégustation n'est jamais obligatoire. Celle-ci s'est faite dans des verres de qualité (minimum INAO). Les vins ont été servis à température idéale et les enfants se sont vu proposer des jus de fruits ou des jus de raisin. Outre l'affichage de ses horaires et des permanences, le caveau dispose de fiches techniques sur les vins, affiche les prix et offre des brochures touristiques sur l'appellation. 
Caveaux à Vacqueyras
La seconde - dite accueil de service - précise que le caveau est ouvert cinq jours sur sept toute l'année et six jours sur sept de juin à septembre. La dégustation se fait dans des verres cristallins voire en cristal. Accessible aux personnes à mobilité réduite, il est chauffé l'hiver et frais l'été, de plus il dispose d'un éclairage satisfaisant (néons interdits). Sa décoration est en relation avec la vigne et le vin, une carte de l'appellation est affichée. Il dispose d'un site internet et fournit à sa clientèle des informations sur la gastronomie et les produits agroalimentaires locaux, les lieux touristiques et les autres caveaux adhérant à la charte. Des plus les fiches techniques sur les vins proposés sont disponibles en anglais
Caveaux à Vacqueyras
La troisième - dite accueil d'excellence - propose d'autres services dont la mise en relation avec d'autres caveaux, la réservation de restaurants ou d'hébergements. Le caveau assure l'expédition en France pour un minimum de vingt-quatre bouteilles. Il dispose d'un site Internet en version anglaise et le personnel d'accueil parle au moins l'anglais.
Caveaux à Vacqueyras